# Arthur Machen
Arthur Machen (Nghaerllion ar Wysg, Gwent, 3 de març de 1863 – Amersham, Anglaterra, 15 de desembre de 1947) fou un escriptor de novel·les de terror nascut a Gal·les. És conegut principalment pels seus llibres de temàtica fantàstica i sobrenatural, d'entre els quals destaca El gran déu Pan.